# Консоло, Джузеппе
Джузеппе Консоло (итал. Giuseppe Consolo; 6 сентября 1948, Неаполь, Италия — 20 июля 2024, Рим) — итальянский политик и государственный деятель, юрист.

## Биография
Родился в семье офицера Военно-морских сил Италии.

### Образование
Обучался в средней школе Джузеппе Джоаккино Белли в Риме, гимназии святого Джузеппе Каласанцио в Риме (1961—1962 годы) и в военно-морском колледже Ф. Морозини (1963—1966 годы).
В 1970 году получил диплом юриста в университете Катании.

### Преподавательская и журналистская деятельность
В 1971 году — преподаватель Университета Катании.
В 1973—1975 годах — сотрудник Национального исследовательского совета в Римском университете «Ла Сапиенца».
С 1974 года — адвокат.
C 1975 года — член Ордена журналистов Лацио, как журналист, работал с некоторыми из ведущих итальянских изданий, таких как: Corriere della Sera, Il Giornale, Il Messaggero, Il Secolo d’Italia, Il Tempo.
В 1983—1984 годах — преподаватель курса «Морское и навигационное право» в Академии финансовой гвардии в Риме.
В 1983—1989 годах — доцент международного и национального финансового права юридического факультета университета Гвидо Карли, в 1990—1996 годах — доцент международного торгового права того же факультета, а в 1997—1998 годах — адъюнкт-профессор парламентского права того же факультета. После 1998 года — адъюнкт-профессор в отпуске кафедры публичного права юридического факультета университета Гвидо Карли.
В 1989—1991 годах — ведущий программы «Внутри правосудия» (итал. Dentro la Giustizia) на телеканале RAI—UNO.
До 1995 года — первый вице-президент и президент Национального банка в сфере связи.
Являлся членом административных советов ряда крупных компаний, таких как Alfa Romeo, BNL — Credito Industriale, BNL — Sacats, Efibanca, Mediocredito Centrale, Alitalia.

### Деятельность в Сенате
С 30 мая 2001 года по 27 апреля 2006 года — сенатор Итальянской Республики XIV созыва, член парламентской группы партии Национальный альянс.
С 12 июня 2001 года по 27 апреля 2006 года — член Комитета по выборам и парламентскому иммунитету.
С 22 июня 2001 года по 27 апреля 2006 года — член Второй парламентской комиссии (правосудие)
С 13 июня 2001 года по 27 апреля 2006 года — член Парламентского комитета по разбирательству материалов обвинительных заключений.
С 3 июля 2002 года по 31 декабря 2004 года — член Парламентской комиссии по расследованию сделки с Telekom Сербии.

### Деятельность в Палате депутатов
С 28 апреля 2006 года по 28 апреля 2008 года — депутат Палаты депутатов XV созыва от партии «Национальный альянс». Избран по XV избирательному округу (Лацио-1).
С 3 мая 2006 года по 28 апреля 2008 года — член парламентской группы партии «Национальный альянс».
С 22 мая 2006 года по 28 апреля 2008 года — член Комитета по выборам.
С 6 июня 2006 года по 28 апреля 2008 года — член II Комиссии (правосудие).
В 2008 году избран депутатом XVI созыва от партии «Народ свободы» по XV избирательному округу (Лацио-1).
С 5 мая 2008 года — член парламентской группы партии «Народ свободы», а с 30 июля 2010 года — член группы «Будущее и свобода»
С 22 мая 2008 года — заместитель председателя Комитета по авторизации и член Парламентского комитета по делам судебного преследования.
С 4 марта 2010 года — председатель Совета по юрисдикции.
С 21 мая 2008 года по 6 июля 2011 года — член II Комиссии (правосудие).
С 6 июля 2011 года — член VI Комиссии (финансы).
29 апреля 2008 года — член Временного комитета по проверке полномочий.
В 2013 году выдвигался от блока центристов Монти. Избран не был.
Умер 20 июля 2024 года в Риме в возрасте 75 лет.

## Награды
- Великий офицер ордена «За заслуги перед Итальянской Республикой» (2 июня 1992)[3].
- Орден «Мадарский всадник» I степени (17 мая 2013, Болгария)[4].

## Основные труды
- Sport, Diritto e Società, Roma, Armando, 1976
- Diritto Valutario, Padova, Cedam, 1983
- Nuovo Diritto Valutario, Padova, Cedam, 1988
- Aspetti Pubblicistici e Privatistici del mutuo di scopo, Padova, Cedam, 1990.
- Governo parlamentare e sfiducia ad un singolo Ministro, in «Rassegna parlamentare», 3, 1996.
- Il controllo della Corte dei Conti sugli Enti a cui lo Stato contribuisce in via ordinaria, in «Rassegna della Corte dei Conti», 1997.
- La sfiducia ad un singolo Ministro nel quadro dei poteri di indirizzo e controllo del Parlamento, Milano, Giuffrè, 1999.

## Семья
Жена  — Наталья Николаевна Романова, старшая дочь князя Николая Романовича Романова, председателя Объединения членов рода Романовых, претендовавшего на главенство в Доме Романовых. Принадлежит к ветви «Николаевичи» Дома Романовых.
В семье родилось двое детей.
- Энцо-Манфреди Консоло (1 января 1976 года — 1997 год). Старший сын в семье. Трагически погиб в 1997 году.
- Николетта Консоло (Романова) (род. 14 мая 1979 года). Известная итальянская актриса, использует девичью фамилию свой матери. Была названа в честь своего деда по материнской линии. Имеет 3 детей.